# Eriotrix commersonii
Eriotrix commersonii là một loài thực vật có hoa trong họ Cúc. Loài này được Cadet mô tả khoa học đầu tiên năm 1970.